# István Vaskuti
István Vaskuti (Debrecen, 4 december 1955) was een Hongaars kanovaarder.
Vaskuti won in 1980 olympisch goud in de C-2 over 500 meter samen met László Foltán.

## Belangrijkste resultaten

### Olympische Zomerspelen
| Editie | Plaats | Resultaten   |
| ------ | ------ | ------------ |
| 1980   | Moskou | C-2 500 m    |
| 1988   | Moskou | 6e C-2 500 m |

### Wereldkampioenschappen vlakwater
| Jaar | Plaats     | Resultaten             |
| ---- | ---------- | ---------------------- |
| 1977 | Sofia      | C-2 500 m              |
| 1978 | Belgrado   | C-2 500 m              |
| 1981 | Nottingham | C-2 500 m              |
| 1982 | Belgrado   | C-2 500 m              |
| 1985 | Mechelen   | C-2 500 m              |
| 1986 | Montreal   | C-2 500 m · C-2 1000 m |

1976: Sergej Petrenko & Aleksandr Vinogradov ·
1980: László Foltán & István Vaskuti ·
1984: Matija Ljubek & Mirko Nišović ·
1988: Nicolae Juravschi & Viktor Reneiski ·
1992: Dmitri Dovgalenok & Aleksandr Maseikov ·
1996: Csaba Horváth & György Kolonics ·
2000: Ferenc Novák & Imre Pulai ·
2004: Meng Guanliang & Yang Wenjun ·
2008: Meng Guanliang & Yang Wenjun ·
2024: Liu Hao & Ji Bowen